# Vincent-Marie de Vaublanc
Vincent-Marie Viénot, greve af Vaublanc (født 2. marts 1756 Fort Dauphin i Saint-Domingue, nu Fort-Liberté i Haiti, død 21. august 1845 i Paris) var en fransk politiker og forfatter, tilhænger af den katolske kirke og kongemagten.
Vaublancs virke bragte ham på skift i tjeneste under Ludvig 16., Barras, Napoleon, den fremtidige Karl 10. af Frankrig, og endelig Ludvig 18. Han var kongetro deputeret under den franske revolution og under Direktoriet, lovløs under Terrorregimet, og præfekt under Napoleon. Derpå blev han indenrigsminister for Ludvig 18., og sluttede sin politiske karriere som yderligtgående royalistisk parlamentariker. Fire forskellige politiske regimer havde forbudt hans værker og efterlyst ham, uden han dog nogensinde blev anholdt - netop idet det hver gang lykkedes ham at vinde det pågældende regimes gunst. Han er kendt for sine politiske taler samt for den kontroversielle reorganisering af Académie française, han i 1816 foretog som indenrigsminister.
Vaublanc bidrog til at præge denne særlige periode i fransk historie. Han var og forblev tilhænger af autoritet og orden, men hældte samtidig moderat til de "fremskridt" revolutionen bragte med sig. Først under restaurationen udviklede han sig til fuldbyrdet radikal kontrarevolutionær.

## Traditionel militæruddannelse under det gamle styre
Vincent-Marie er ældste søn i en adelsslægt fra Bourgogne. Ved hans fødsel og under hans opvækst er familien bosat i Saint-Domingue hvor faderen, major Vivant-François de Vaublanc, er udstationeret som kommandant. Vincent-Marie er syv år gammel da han besøger Frankrig for første gang.
Han går på La Flèche kadetskolen og derefter Paris' militærskole mellem 1770 og 1774. Før han afslutter sin uddannelse tildeler greven af Provence ham Saint-Lazare ordenen.
Han tjener derefter som sekondløjtnant i La Sarre regimentet, der hører til hertugen af La Rochefoucauld og hvor hans onkel Charles er oberstløjtnant, mellem 1776 og 1782. Han gør tjeneste i diverse franske købstæder for derefter at lade sig udsende til Saint-Dominingue. Her ægter han Charlotte de Fontenelle, med hvem han får en datter.
Han vender tilbage til Frankrig i 1782, og køber det særlige franske embede som lieutenant des maréchaux de France, egentlig en art fredsdommer, for Dammarie-les-Lys nær Melun. Samtidig erhverver han et hus i regionen. Hans embede byder ham at løse stridigheder mellem godtfolk og han lærer derved mange af regionens adelsmænd at kende. Hans stilling giver ham også tid til at fordybe sig i agrikultur, kunst, og litteratur.

## Indtræden i politik under den franske revolution

### Første lokale embede under generalstændernes indkaldelse
Vincent-Marie træder i første omgang ind i politik af ren begejstring for de nye ideer som den franske revolution bringer med sig. Som ny medlem af, og snart sekretær for, Meluns adelige foged i 1789 har han kunnet træffe den legendariske opdagelsesrejsende Louis-Antoine de Bougainville, der var medlem af samme lokale forsamling. Dette organ står for at udarbejde det lokale Cahier de Doléances (klagehæfte) til Kongen og udpege en talsmand til generalstænderne 1789. Vaublanc støtter den indflydelsesrige Fréteau de Saint-Just, der vælges som adelig deputeret for Melun distriktet, og senere også som medlem af Frankrigs forfatningsgivende nationalforsamling, historisk betegnet Assemblée constituante.
Efter Bastillens fald 1789 bliver Vaublanc året efter udnævnt til formand for Seine-et-Marne departementets forvaltning.

### Den tabte kamp mod Jakobinerne under Den lovgivende nationalforsamling
Ved opløsningen af den forfatningsgivende forsamling dannes valgmandskollegier for at vælge nye repræsentanter. Vaublanc vælges ind til Seine-et-Marne.
1. september 1791, og med 273 stemmer ud af 345, træder han ind i historien som Seine-et-Marnes ottende deputeret ved den nye, lovgivende nationalforsamling (Assemblée législative). De nye parlamentarikere er hovedsagligt novicer, idet medlemmerne af den grundlovgivende forsamling, tro mod hensigt og løfte, ikke genopstiller. Derfor er Vaublanc en af de få parlamentarikere med erfaring og ekspertise i komplekse politiske problemstillinger.

#### Hos Feuillanterne
Fra første plenarmøde gør han sig bemærket ved en tale hvori han fordømmer de ringe vilkår under hvilke parlamentet dagen efter vil modtage deres konge, Ludvig 16. På baggrund af disse udtalelser vælger det hovedsagligt kongetro parlament ham til viceformand for 3. til 15. november. Han vælges derpå til formand for perioden 15. til 28. november 1791.
Den 29. november udpeges Vaublanc til at forfatte et brev der anmoder Kongen om at tilbagekalde sit nedlagte veto mod parlamentets dekret den 9. november. Dekretet har til hensigt at standse den massive udvandring fra Frankrig (som blandt andet støttes af præster og adelige) ved at true de tyske fyrster med repressalier hvis de fortsat huser de franske prinsers hær (greven af Artois og fyrsten af Condé). Parlamentet er så tilfreds med hans arbejde at det beder ham om, i spidsen for 24 parlamentarikere, personligt at læse brevet for Kongen. Ludvig 16 svarer at han meget nøje vil overveje parlamentets budskab og nogle dage senere personligt vil møde op for at meddele sin beslutning.
Umiddelbart efter skaber Vaublanc sig et navn med parolen: "Kongen bukkede som den første: jeg gjorde blot gengæld." Anekdoten røber den nylige forfatnings magtforskydning: den lovgivende magt, Nationalforsamlingen, har nu tydeligt større styrke end den udøvende magt, inkarneret af Ludvig 16. der nu blot er "Franskmændenes konge".
Vaublanc støtter de royalister der går ind for en forfatning og melder sig ind i Feuillanternes klub ligesom 263 kollegaer (ud af 745 parlamentarikere). Han bliver en af denne politiske gruppes anførere i parlamentet.

#### Monarkiets uundgåelige fald
Vaublanc er i 1792 med til at forsvare greven af Rochambeau foran Nationalforsamlingen og opnå hans frifindelse.
Han stemmer med flertallet i parlamentet da dette forsøger at afskaffe slaveriet i Antillerne. Men i sin tale den 20 marts advarer han samtidig hærdede abolitionister om disses dårlige kendskab til livet i kolonierne og om risikoen for borgerkrige når man tager højde for de mange forskellige racer og sociale lag som Saint-Domingues befolkning indeholder. Han støtter dog loven af 4. april 1792 som gør "alle farvede mænd og negre, der er frie" til statsborgere Under plenarmødet den 10. april taler han for en gradvis afskaffelse af handlen med sorte i kolonierne, som det er sket for Danmark og Storbritannien.
Den 8. maj 1792 taler han således foran parlamentet: "Hvis de herrer vil redde forfatningen, så vil det kun lykkes Dem ved at gøre op med fraktionerne og deres tilhængere, kun ved at kæmpe for loven, kun ved at falde med loven og for loven, og jeg bliver ikke den sidste der vil falde, sammen med Dem, for at den kan gennemføres."

#### La Fayettes forsvarer
Få dage efter pøbelens indtrængen i Tuilerierne den 20. juni 1792, drager La Fayette til Paris for at overtale Kongen til at forlade Paris og overtage føringen af de kontrarevolutionære armeer, som er samlet nordpå. La Fayette anfører nationalgarden og forsøger at lukke de politiske klubber, men det slår fejl, til dels fordi hoffet nægter at føje ham. Som reaktion foreslår parlamentets venstrefløj et dekret, der tiltaler La Fayette for forræderi.
Den 8. august 1792 taler Vaublanc, der er bekymret og chokeret over begivenhederne, foran parlamentet hvor han trods Jakobinernes højlydte protester modigt forsvarer La Fayette. Med hjælp fra ligesindede lykkes det Vaublanc at overtale omkring 200 parlamentarikere fra midten til at støtte hans sag. Ved 406 stemmer ud af 630 frifindes La Fayette.
Da cirka 30 parlamentarikere, herunder Vaublanc, træder ud efter plenarmødet bliver de truet, skældt ud og skubbet af pøblen, der nøje havde fulgt debatterne.
Nogle af parlamentarikerne må endda søge tilflugt i vagtstuen til Palais-Royal, hvorfra de flygter ud af vinduerne. Hippolyte Taine beretter: "La Fayettes hovedforsvarer, Monsieur de Vaublanc, overfaldet tre gange, er så forsigtig ikke at vende hjem til sin bolig. Men en rasende mængde trænger ind i denne ejendom, med råb om at 80 borgere nu vil dø ved deres hånd, og Vaublanc som den første. 12 mænd går op mod hans stuer, gennemsøger alt, ransager naboboligerne igen, og da de er ude af stand til at lægge hænderne på ham, efterlyser de hans familie. Vaublanc advares: vender han hjem til sin bolig vil han blive massakreret."
Konsekvensen er at Vaublanc den 9. august foreslår at den mest radikale venstrefløj ekskluderes fra parlamentet. Forslaget forkastes af et flertal.

#### 10. juli 1792
I løbet af den begivenhed der blandt revolutionshistorikere simpelthen er kendt som 10. juli 1792 - og som består i Den lovgivende nationalforsamlings endelige fald til fordel for den oprørske (og stærkt radikaliserede) Pariserkommune af 1792 - oplever Vaublanc fra sin vogn at statuen af Solkongen, Ludvig 16.'s så mægtige forfader, bliver skruet af og væltet fra sin sokkel på Place Vendôme. Han opfordrer lovgiverne til at forlade Paris for det da kongetro Rouen. Han undslipper selv et mordforsøg, reddet i sidste øjeblik fra et dødeligt sabelhug. Endelig er Vaublanc vidne til kongefamiliens ankomst til Nationalforsamlingen, på flugt fra deres truede og belejrede Tuileries slot, i et desperat forsøg på at bringe sig under lovgivernes nu alt for svage beskyttelse.

### Lovløs under Nationalkonventet og Terrorregimet 1792-1795
Nu indledes et forløb der, skønt forskelligt for den enkelte, i sit overordnede mønster er kendetegnende for mange af de overlevere af terrorregimet der ikke nåede til udlandet – samt mange som forsøgte en sådan overlevelse.
Samme 10. juli, om aftenen, må Vaublanc søge tilflugt hos Nationalforsamlingens arkivar. Nogle dage senere søger han tilflugt på et privat hotel. Den 3. september hører han voldsom råben i hotellets gård, og tror han er blevet meldt. Men her drejer det sig om endnu en af revolutionens grænsebrydende begivenheder: Princessen af Lamballe, Marie-Antoinettes meget nære veninde, er blevet grusomt massakreret af folkemængden, og hendes afhuggede hoved bliver nu paraderet gennem gaderne, på spidsen af et spyd.
Nationalkonventets nyoprettede Velfærdsudvalg og overvågningsudvalg udsteder en ordre hvori Vaublanc erklæres fredløs (hors la loi, bogstaveligt "uden for al lov"), ifølge beslutning fra Paris' bystyre. Dekretet tvinger ham til at forlade storbyen og søge tilflugt, først i Normandiet, hvor han genfinder sin familie, siden på sit landsted nær Melun. Der bor han indelukket i månedsvis.
Loven om mistænkte vedtages 17. september 1793. Også her står Vaublancs navn. En revolutionær deling ransager nu hans tilflugtssted, hvilket tvinger ham til ud i en tilværelsen som vagabond, alene og til fods, uden retning eller mål. Han vandrer fra kro til kro, og har senere beskrevet sin angst for at blive meldt hver gang han ankom til en større købstad og skulle, som det nu krævedes, have sit pas signeret af den lokale overvågningskomite.
Under Marie-Antoinettes retssag den 14. og 16. oktober 1793, fremgår hans navn igen, denne gang på anklageskriftet.
Vaublanc vælger nu at sætte kurs mod Sydfrankrig og Bordeaux, men skifter retning da han erfarer den hårde repression der udøves i den by. Han forbliver en måned i La Rochelle. Hans bekymring er nu at blive indrulleret i Nationalgarden, hvor han risikerer at blive genkendt, hvorfor han simulerer sygdom og lader sig ordinere kur ved et vandsted. Her stikker han sig regelmæssigt i tandkødet for at efterligne symptomerne på skørbug. Selv da han erfarer Robespierres fald 27. juli 1794 og halshugning dagen efter, må han holde sig i ro endnu nogle måneder, til hans pårørende har fået ophævet hans status som fredløs og han kan vende tilbage til Paris.

### Kontrarevolutionær aktivist under Direktoriet 1795-1799
Efter sin tilbagevenden til Paris i foråret 1795 udgiver Vaublanc sine ’’Overvejelser over grundlaget for en borgerlig forfatning’’ under pseudonym og med støtte fra en deputeret i Nationalkonventet, der beordrer teksten trykt og udgivet. I dette skrift foreslår Vaublanc et parlamentarisk tokammersystem, i stedet for det daværende hvor Nationalkonventet er det eneste lovgivende kammer. Han anklager enkeltkammersystemet for at have medvirket til terrorregimet. Han foreslår også en regeringsmagt med kun ét overhoved, og er således modstander af Direktoriet med dets hele fem ”direktører” eller statschefer.
Efter denne udgivelse indbyder kommissionen der udarbejder Direktoriets forfatning Vaublanc til at fremlægge sine ideer for den, hvilket Vaublanc pure nægter. Ikke desto mindre bliver hans forslag til fulgt til dels, idet - for første gang i Frankrig - to kamre nu ser dagens lys: De Ældres Råd som Overhus og De 500’s Råd som Underhus.
Han er aktiv under Vendémiaire oprøret, 5. oktober 1795. Ved den lejlighed oplever han det taktiske geni hos den unge general der, med stor succes, nedkæmper oprøret: Napoleon Bonaparte.
17. oktober dømmer en militærkommission ham in absentia til døden, i egenskab af royalistisk oprørsleder. Det tvinger ham til endnu en gang at gå under jorden. Han benytter isolationen til at hellige sig sin interesse for tegning.
Få dage før Vaublancs dødsdom havde et presset Nationalkonventet udskrevet valg. Valget bragte et kongetro flertal ind i De 500’s Råd, med Vaublanc blandt de nyvalgte deputerede. Imidlertid må han nu vente til ophævelsen af sin dødsdom for at indtage sit sæde. Dette sker året efter, og 2. september 1796 kan han således sværge den lovpligtige og berygtede ed om "had mod kongedømmet.”
I maj 1797 skal 1/3 af begge kamre fornys ved valg, hvilket nu giver royalisterne flertal både i De 500 og i De Ældres Råd. Således bliver royalisten Pichegru nu formand for De 500, og den ligeledes kongetro Barbé-Maubois formand for De Ældres Råd. Vaublanc træder ind i De 500’s forretningsudvalg.
Det nye parlamentariske flertal støtter pressefriheden, hvilket gør det muligt åbent at kritisere Direktoriet. Clichy klubben, hvor Vaublanc øver betydelig indflydelse, styrer nu reelt både De 500 og De Ældres Råd, og truer nu Direktoriets styre. Vaublanc udnævnes til endnu en række indflydelsesrige poster.
Med ryggen mod muren går Direktoriet til modangreb, ved at manøvrere en 80 000 mand stærk hær, ledet af general Hoche i retning af Paris. Samtidig vedtager De 500, på Vaublancs opfordring, at opløse alle politiske klubber, herunder ikke mindst Jakobinernes.
16. juli 1797 beslutter de tre republikanske direktører, ledet af Barras, sig for en ministerrokade der svækker royalisterne. Som konsekvens er Vaublanc den 3. september, i ledtog med dele af Clichy klubben, en håndbredde fra at gennemføre det såkaldte Fructidor statskup mod de republikanske direktører. Planen, der allerede har overbevist Direktoriets medlem Carnot, er besnærende enkel: mens Vaublanc, ved en tale i De 500 dagen efter, begærer anklage mod de tre direktører, vil Pichegru, overtalt af Carnot, føre garden over for at arrestere dem.
Uheldigvis stiller den unge Bonaparte sig atter i vejen for Vaublanc. Som øverstbefalende for den franske hær i Italien har general Bonaparte fanget en royalistisk agent i besiddelse af dokumenter der omtaler konspirationen og ikke mindst Pichegrus rolle. Bonaparte sender hurtigt en af sine dygtigste generaler, Augereau med en hær til Paris, hvor denne opslår Pichegrus forræderi på åben gade. Hermed kvæles Fructidor kuppet, 4. september 1797. De vigtigste mistænkte bliver enten arresterede og deporterede til Guyana, som Pichegru - eller flygter, som Carnot og Vaublanc. Atter lykkes det Vaublanc at slippe ud af et Paris i undtagelsestilstand, her skjult i en vogn. Iført diverse forklædninger når han Italien via Schweiz.

## Tilslutning til Napoleon Bonaparte
Napoleon Bonapartes Brumaire statskup 10. november 1799 og Konsulatets dekret, der tilbyder de fredløse amnesti, tillader nu Vaublanc at vende hjem til Frankrig, hvor han præsenteres for Bonaparte.

### Deputeret i Det lovgivende kammer
I 1800 vælges Vaublanc til deputeret blandt Det Lovgivende Kammers 300 medlemmer, hvor han fungerer som Qvæstor under et femårigt mandat. Han arbejder bl.a. på en rapport om Konsulatet for livsstid.
Vaublanc nærer en tilsyneladende oprigtig beundring og taknemmelighed for Bonaparte, idet denne har ”genoprettet lov og orden i Frankrig, og bragt forfølgelsen af præster til ende”. Denne oratoriske begejstring overlever endog Bonapartes forvandling til Napoleon 1., franskmændenes Kejser, ikke just de kongetros kop te. Og loyaliteten belønnes. Fra 21. april til 7. maj 1803 er Vaublanc formand for Det Lovgivende Kammer, og 4. november 1804 overnatter Pave Pius 7., på vej til Paris for at krone den nye Kejser, i Vaublancs hjem.

### Præfekt for Moselle 1805-1814
Da hans mandat som deputeret udløber i 1805, bliver han opstillet som kandidat i Senatet, uden dog at blive valgt. Men da han også er levende optaget af den nye landsdækkende forvaltningsstruktur, søger han et præfektembede. 1. februar 1805 udnævnes han således til præfekt for Moselle, hvor han forbliver til 1814. Han gør sig bemærket ved sin aktivitet. ”Han plejer de bedste forbindelser til egnens notabiliteter. Som elegant adelsmand, der inspicerer sit departement til hest, ynder han at genindsætte førende familier fra det førrevolutionære samfund på ledende poster.”
Gennem den periode belønner Napoleon fortsat Vaublancs iver, ved at overdynge ham med hædersbevisninger. Efter at være blevet Ridder af Æreslegionen i november 1809, gøres han til baron med adelspatent i december samme år. I 1813 ophøjes han til greve, men da denne seneste titel forbliver uden adelsbrev er den ikke arvelig. Hvilket ikke holder ham tilbage fra at lade sig tiltale greve af Vaublanc.
I 1812 mødes han med Napoleon privat, og ytrer sine forbehold mod det kommende felttog i Rusland. Men Napoleon hører ikke efter. I løbet af 1813, da den franske hær efter nederlaget ved Leipzig trækker sig tilbage, søger mange sårede franske soldater tilflugt i Metz, hvor de spreder en Tyfusepidemi. Vaublanc smittes og ligger en stund døden nær.
I 1814 åbner Vaublanc Metz’s byporte, og modtager med begejstring Koalitionens hær.

## Tilslutning til Ludvig 18.

### Restaurationen - trods De hundrede dage
Under restaurationen stadfæstes Vaublanc som præfekt, og forfremmes endog til Officer af Æreslegionen i 1814. Da Napoleon vender tilbage i De hundrede dage forbliver han i sin stilling i håb om at værne om Metz’s kongetro loyalitet og holde Napoleons tilhængere i skak. En arrestordre udsendt af marskal Davout tvinger ham dog til atter en gang - den tredje i sit liv - at flygte. Denne gang til Gent, hvor Ludvig 18. selv har søgt tilflugt.
I Gent møder han Chateaubriand, der omtaler ham i sine berømte erindringer, Mémoires d’outre-tombe: Vaublanc ”hævdede at have alt i sin portefølje. Ønsker De at læse noget Montesquieu? Vær så god. Lidt Bossuet? Her er det.” Han tilsender den eksilerede Ludvig 18. memoranda om rigets tilstand og profeterer at Kongen vil være tilbage i Paris inden 2 måneder. Det viser sig at holde stik, temmelig nøjagtigt.
Ludvig 18. påskønner meget denne loyalitet under De hundrede dages turbulens. Efter Napoleons endelige overgivelse og fald ved Waterloo og Kongens tilbagevenden, bliver Vaublanc i december 1815 yderligere forfremmet i ordensvæsenet, nu til Storofficer af Æreslegionen.
Imens er han også, tidligere i 1815, blevet præfekt igen, denne gang over Bouches-du-Rhône. Hans første mission er at få frigivet 500 til 600 tilhængere af Napoleon der sidder fængslet i Marseille - en delikat og veludført opgave, under de meget særlige omstændigheder: Marseille var på det tidspunkt fanatisk og blodtørstigt imod Napoleon.

### Ultra-royalistisk indenrigsminister september 1815 - maj 1816
Ivrig efter at blive glemt for sin fortid som napoleonstilhænger, gør han sig nu bemærket blandt de mest begejstrede og ledende skikkelser i det ultra-royalistiske parti. Victor Hugo håner ham i Les Misérables for som minister endda at have fjernet de store laurbærkransede N’er (for Napoleon) fra de parisiske broer.
26. september 1815, og takket være den afgørende støtte fra greven af Artois, Kongens bror og Vaublancs beskytter, udnævner Ludvig 18. ham til indenrigsminister. Den nye Konseilspræsident hertugen af Richelieu er blevet påtvunget denne udnævnelse, der kendetegner den stærke indflydelse som Kongens bror agter at øve på Ludvig 18.’s skiftende regeringer. Greven af Artois holder endda sit eget rivale hof, og stræber mod at genoprette enevælden, med afskaffelse af et kvart århundredes bidrag fra revolutionen og dens følger.

#### "Frankrig higer efter sin konge"
En nutidig tysk historiker vurderer at Vaublancs udnævnelse snarere skyldes hans fortid end hans talent. Andre historikere går længere endnu, ved at tillægge Vaublanc en ”inkompetence der kun modsvares af hans forfængelighed”.
Det kan dog ikke nægtes at Vaublanc, i løbet af sit ministerium, udfolder så lidenskabelig en kontrarevolutionær og kongetro aktivitet at selv Kongen hævder at tabe pusten. Under en debat i det nu stærkt royalistisk dominerede parlament udråber Vaublanc endda pludselig ”Frankrig higer efter sin konge!” Hvorpå de deputerede og tilskuerne i tribunen, under stor akklamation, rejser sig og gentager: ”Ja, Frankrig higer efter sin konge!”
I oktober 1815 udsender han en cirkulære til landets præfekter for at holde dem i snor i løbet af denne tid, mærket som den er af antirevolutionære udrensninger. Vaublancs ordvalg viser den side han selv har valgt: "Deres første pligt er at opretholde ro og orden(...) Årvågenhed forebygger uro og gør det unødvendigt at bruge magt." Han tøver dog ikke selv ved at anvende magt, idet han nu låser hele præfektstanden fast på royalisternes side. Ved slutningen af hans korte ministerium er enhver præfekt der har spillet den mindste rolle under Napoleon blevet fjernet.
Måneden efter underskriver han en afgørende ordre, der gør det muligt for ultra-royalisterne at infiltrere den siden revolutionen, og under enhver uro og opstand, så strategiske Nationalgarde. Og i januar 1816 fremskynder han "fornyelsen" af landets borgmestre og underborgmestre. Hans instruks til præfekterne lyder: "Ved denne fornyelse bør De også fjerne de borgmestre og underborgmestre der, uden at stå til formel afskedigelse, forekommer Dem uegnede til deres embede".

#### Académie française og kontroverser
I marts 1816 tager han del i den voldsomt kontroverserede reform af Det Franske Akademi, som reaktion på følgende brev fra Akademiets Sekretær på livstid: "Jeg kan kun gentage at der i Akademiet udvises en revolutionær ånd hvis indflydelse det er magtpåliggende at bremse." Hvorigennem Vaublanc opnår mulighed for direkte at udnævne hele 9 Akademimedlemmer.
Denne omvæltning kan for nogle udlændinge synes mindre væsentlig end tungere begivenheder, men i en nation hvor ordet, litteraturen og det Akademi der vogter dem spiller en nærmest eksistentiel rolle, bliver indgrebet netop en af de mørkeste pletter på Vaublancs eftermæle. Hvad oppositionen overfalder ham for er ubetinget det kulturelle, snarere end det egentlig politiske: at have udskiftet sproglige og poetiske koryfæer med simple partisoldater – enkelte velmeriterede, som hertugen af Richelieu – men alle af mådelig litterær kapacitet.
Det er i samme udrensende kulturelle iver at Vaublanc foreslår at oprette et kulturministerium under digteren og partifællen Chateaubriand, men her standses han af sin regeringschef, den langt mere moderate Richelieu. I april 1816 lykkes det dog Vaublanc at blive valgt til det franske Kunstakademi, i stedet for selveste Jacques-Louis David.
Som indenrigsminister har Vaublanc ansvaret for en ny valglov. Uden overbevisning foreslår han at forny deputerekammeret med 1/5 hvert år, inden for et valgsystem i to etaper, hvis hovedformål igen er at låse adgangen til fordel for royalisterne. Forslaget nedstemmes, og da regeringen derpå forkaster et modforslag, forbliver Frankrig uden valglov.

#### Vaublancs fald
Som følge af Vaublancs stadig mere selvstændige obstruktion opstår nu en skelsættende episode. 10. april 1816, midt i ministerrådet, udbryder den indflydelsesrige politiminister Elie Decazes: "De er kun minister for Kongens bror, men de forsøger at gøre dem mægtigere end alle Kongens ministre!". Vaublanc svarer bidende: "Hvis jeg virkelig var mægtigere end Dem, Monsieur Decazes, ville jeg bruge den magt for at få Dem tiltalt for forræderi, for De er forræder mod konge og land".
Spændingerne i regeringen er efterhånden så voldomme at de allierede magter, der stadig holder Frankrig militært besat, bliver urolige. Ruslands ambassadør i Paris sætter endda navn på krisen: Vaublanc. "Indenrigsministeriets svigt har lammet al autoritet, og svækket Kronens indflydelse over parlamentet."
Den permanente uenighed mellem indenrigsminister Vaublanc og duoen Richelieu-Decazes, de foruroligende tætte bånd mellem Vaublanc og Kongens konservative bror, den senere Karl 10., dramaet med Decazes i ministerrådet, samt endelig et memorandum til Kongen hvori Vaublanc insisterer på en hårdere kurs - alt dette udløser nu indenrigsministerens fald.
Ved at true med sin egen afsked, tvinger regeringslederen Richelieu Kongen til at afskedige Vaublanc. Efter et intenst møde mellem Richelieu og Kongen ender denne med at bøje sig.
Vaublanc forlader sit ministerium 8. maj 1816 - samtidig med justitsministeren der som gengældelse afskediges på opfordring fra Kongens bror - og modtager i kompensation en række høje hæderstitler.

### Deputeret 1820 - 1827
13. november 1820 vælges Vaublanc ind som deputeret (og modtager genvalg 1821 og 1824, men ikke 1827) gennem valgkollegiet i Calvados departementet. Han indtager sæde blandt ultra-royalisterne.
Han vælges også til regeringsrepræsentant for kolonien Guadeloupe, hvor han er medejer af et sukkeri, fra 1820 til 1823. Dette er hans gamle interessefelt - koloniernes lov og forvaltning - og han anbefaler således atter flere reformer.
Med sine politiske fæller kontrollerer han nu en del af den ultra-royalistiske presse, heriblandt tidsskrifterne La Quotidienne og Le Drapeau Blanc.
I januar 1823 udtaler han sig til fordel for Frankrigs militære og politiske intervention i Spanien senere samme år, og udnævnes også til den kommission - afkrævet af Karl 10. der bliver konge i ved Ludvig 18.’s død i 1824 - der skal kulegrave interventionens mange overgreb.
25. juli 1830 udnævnes han til medlem af Frankrigs Statsråd, landets højeste juridiske instans, med skriftligt løfte om at blive ophøjet til medlem af Overhuset ved udgivelsen af Kongens repressive Juli-ordonnanser, som Vaublanc dog ikke har ønsket. Men da indtræffer Karl 10.’s fald.
Ved Ludvig-Filips overtagelse af Frankrigs trone i 1830 træder Vaublanc helt tilbage fra det offentlige liv. De efterfølgende år udarbejder han sine Mémoirer. Han dør 15 år senere som 89-årig, 21. august 1845, næsten blind, i sin ejendom i Paris.

## Værker af Vaublanc
- 1792 Rapport sur les honneurs et récompenses militaires, le 28 janvier 1792, fait à l'Assemblée nationale, au nom du Comité d'instruction publique. Online (fotografisk), Gallica
- 1795 Réflexions sur les bases d'une constitution. (Under pseudonym af Louis-Philippe de Segur.) Paris: Imprimerie nationale.
- 1804 Rivalité de la France et de l'Angleterre: depuis la conquête de l'Angleterre par Guillaume, duc de Normandie, jusqu'à la rupture du Traité d'Amiens par l'Angleterre. Paris: Bernard.
- 1818 Tables synchroniques de l'histoire de France.
- 1819 Le dernier des Césars ou la chute de l'Empire romain d'Orient. (Digt i 12 sange.)
- 1820 Du gouvernement représentatif en France.
- 1822 Du commerce de la France en 1820 et 1821. Paris: J-C Trouvé, samt Paris: Goujon.
- 1828 Des administrations provinciales et municipales. Online (fotografisk), Gallica
- 1833 Mémoires sur la Révolution de France et recherches sur les causes qui ont amené la Révolution de 1789 et celles qui l'ont suivie. 4 bind. Paris, G.A. Dentu. Artikel om værket, Wikipedia (fr). Online (fotografisk), Gallica
- 1833 Essai sur l'instruction et l'éducation d'un prince au XIXe siècle, destiné au duc de Bordeaux.
- 1838 Fastes mémorables de la France.
- 1839 Souvenirs. 2 bind. Paris: Ponce Lebas et Cie.
- 1839 Soliman II, Attila, Aristomène. (Tragedier.)
- 1843 De la navigation des colonies.

## Øvrig litteratur
- Chateaubriand, François-René de. Mémoires d'outre-tombe. Paris: Penaud, 1848-50. Digitaliseret udgave, Gallica
- Lever, Evelyne. Louis XVIII. Collection Pluriel. Paris: Fayard, 2012 (1988). ISBN 978-2-8185-0280-8.
- Michaud, Louis-Gabriel. Biographie universelle ancienne et moderne. 2. udg. Paris: Desplaces, 1843-65. "Vaublanc", 2 opslag, bind 43, sider 10-16. Online (fotografisk), Gallica
- Mignet, François-Auguste. Histoire de la révolution française depuis 1789 jusqu'en 1814. Paris: Firmin Didot, 1824.
- Robert, Adolphe, og Gaston Cougny. Dictionnaire des parlementaires français de 1789 à 1889. Paris: Edgar Bourloton, 1889-1891. Opslag "Vincent Marie Viénot de Vaublanc." Database over parlamentarikere siden 1789, Assemblée Nationale, se "Biographie"
- Taine, Hippolyte. Les origines de la France contemporaine: L'ancien régime, La révolution, L'anarchie, la conquête jacobine. Collection Bouquins. Paris: Robert Lafont, 2011 (1875-1893). ISBN 978-2-221-12218-1.
- Thadden, Rudolf von. Restauration und napoleonisches Erbe: Der Verwaltungszentralismus als politisches Problem in Frankreich (1814–1830).  Wiesbaden: Steiner, 1955, 1972. OCLC 729290.
- Thiers, Adolphe. Histoire de la révolution française. Paris: Lecointe & Durey, 1823-1827. Digitaliseret udgave, Project Gutenberg
- Waresquiel, Emmanuel de, og Benoît Yvert. Histoire de la Restauration 1814-1830: Naissance de la France moderne. Collection Tempus. Paris: Perrin, 2002 (1996). ISBN 978-2-262-01901-3.